# Предикат
Предика́т (від лат. praedicare — проголошувати, заявляти, присуджувати) у сучасній логіці зазвичай означає булевозначну функцію P: X→ {0, 1}, яку називають предикатом на X. Однак предикати мають багато різних інтерпретацій і способів використання у математиці та логіці, і їхнє точне означення різниться від теорії до теорії. Наприклад, якщо в якійсь теорії вводять поняття відношення, тоді предикат є просто характеристичною або індикативною функцією на відношенні. Однак не в усіх теоріях означують поняття відношення, на відміну від заснованих на теорії множин, і тому слід бути уважними з правильним означенням і семантичною інтерпретацією предиката.
Прикладами предикатів будуть вирази (x > 2), (x+3) = y, (x > 3 та y < x). При заміщенні x на 2 та y на 5 другий із предикатів визначає істинне висловлення, а інші два — хибні.

## Предикати і відношення
Предикат (n-арний чи n-місний) — це функція з областю значень {\displaystyle \ \{0,1\}} , визначена на n-ому декартовому степені множини M. Отож він характеризує кожну n-ку елементів M як «істинну» чи як «хибну».
Предикат можливо зв'язати з математичним відношенням: якщо n-ка належить відношенню, то предикат на ній набуватиме значення 1.
Предикат — один з елементів логіки першого і вищих порядків. Починаючи з логіки другого порядку, у формулах можна ставити квантори по предикатах.
Предикат називають тотожно-істинним і пишуть:
{\displaystyle \ P(x_{1},...,x_{n})\equiv 1} ,
якщо він за будь-яких значень аргументів набуває значення 1.
Предикат називають тотожно-хибним і пишуть:
{\displaystyle \ P(x_{1},...,x_{n})\equiv 0} ,
якщо він за будь-яких значень аргументів набуває значення 0.